# Bučač
Bučač (ruski i ukrajinski: Бучач,  poljski: Buczacz) je grad u zapadnoj Ukrajini, u regiji Galiciji, u Ternopiljske oblasti.

## Povijest grada
Možda grad je osnovan kao poljsko vojno uporište i dvorac. 
Oko 1370. godine gradom počinje upravljati obitelj Bučacki. Bučač dobiva gradska prava od poljskog kralja Vladislava II. Jagelovića. 
1618. godine počinje upravljati obitelj Potocki. Bučač su gotovo u potpunosti uništili Turci i Tatari 1672., 1675. i 1676.
Nakon Prve podijele Poljske i Zaporoške republike, 1772. Bučač pod imenom Buczacz ulazi u sastav austrijske provincije Galicije, dijelovi Habsburške Monarhije. U kasnom 19. stoljeća, Bučač se pretvara u važno središte raznih zanata i trgovine. 
Tijekom Prvog svjetskog rata grad je zauzela ruska vojska u kolovozu 1914., no već sljedeće godine grad su ponovno preuzele snage Austro-Ugarske. 
Padom Habsburške monarhije na samom kraju rata, lokalno je ukrajinsko stanovništvo proglasilo Lavov glavnim gradom oslobođene Zapadnoukrajinske republike, 1. studenog 1918. — Bučač ulazi u sastav ovo stanje.
Dana 24. kolovoza 1991., ukrajinski parlament donosi Deklaraciju o nezavisnosti, čime je označen početak nove epohe u povijesti grada, koji se vratio svojim ukrajinskim osnivačima.

## Zemljopis
Bučač se nalazi u zapadnoj Ukrajini na rijeci Strypa, udaljena od Kijeva oko 590 km željeznicom i oko 480 km cestom.

## Gradske znamenitosti

### Popis znamenitosti
- Gradska vijećnica (oko 1751)
- Crkva Svetog Nikole (17. stoljeće)
- Crkva Uznesenja Blažene Djevice Marije (1763)
- Crkva Pokrova Presvete Bogorodice (oko 1764)
- Crkva Uzvišenja Sv. Križa (1771)
- Crkva Svetog Mihovila (1910)
- Bučačski dvorac

## Gradovi prijatelji
- Kazmierza Wielka, Poljska

## Poznate osobe
- Šmuel Josef Agnon, bio prvi hebrejski pisac koji je dobio Nobelovu nagradu za književnost (1966.).
- Mykola Bevz, ukrajinski arhitekt i učitelj
- Ihor Pylatjuk, ukrajinski violinist, dirigent i učitelj
- Simon Wiesenthal, austrijsko-židovski građevinski inženjer, osnivač Centru Simona Wiesenthala.

## Galerija
- Spomenik ukrajinskom pjesniku Tarasu Ševčenku u centru grada
- Gradska vijećnica u Bučaču
- Bučačski dvorac
- Spomenik sv. Ivana Nepomuka
- Crkva Pokrova Presvete Bogorodice
- Crkva Uznesenja Blažene Djevice Marije
- Crkva Uzvišenja Sv. Križa
- Crkva Svetog Nikole
- Crkva Svetog Mihovila

## Vanjske poveznice
- Službena stranica grada (ukr.)

### Ostali projekti
|  | Zajednički poslužitelj ima još gradiva o temi Bučač |